# Викентий (епископ Неаполя)
Викентий (Винцентий; лат. Vicentius или Vincentius, итал. Vincenzo; умер не позднее 578) — епископ Неаполя во второй половине VI века.

## Биография
Основной исторический источник о Викентии — написанная на рубеже VIII—IX веков анонимным автором первая часть «Деяний неаполитанских епископов».
О происхождении и ранних годах жизни Викентия сведений не сохранилось. В списках глав Неаполитанской епархии он указан следующим после епископа Иоанна II. Когда состоялась интронизация Викентия — неизвестно: в «Деяниях неаполитанских епископов» время его восхождения на кафедру ошибочно датируется приблизительно 540 годом (двенадцатым годом византийского императора Юстиниана I). В то же время в средневековых источниках управление Викентием Неаполитанской епархией относится ко временам папы римского Пелагия I. На этом основании делается вывод, что епископ должен был получить сан между 556 и 561 годами. Возможно, что восшествие Викентия на епископскую кафедру могло состояться в 558 или 560 году.
Некоторые средневековые авторы приписывали Викентию строительство или восстановление нескольких церквей в Неаполе. Однако в более достоверных источниках большинство этих деяний отнесены к попечению других неаполитанских епископов. Наиболее достоверными считаются свидетельства о строительстве по повелению Викентия второго баптистерия в находившемся в Лукулланском дворце монастыря и о возведении большой апсиды в построенной на месте языческого храма церкви Святого Лаврентия. На остатках последнего из этих сооружений сохранилось изображение монограммы этого епископа. Упоминается также о богатых пожертвованиях, которые Викентий сделал нескольким церквям своей епархии.
После завершения в 554 году Готских войн Неаполь вошёл в состав итальянских владений Византии. Новые властители Апеннинского полуострова сразу же начали восстановление сильно пострадавшего от военных действий города. Так, по приказу Нарсеса были полностью перестроены укрепления Неаполя, сделавшие тот одним из наиболее защищённых городов Италии. Переживший во время недавних войн две осады — в 536 году и в 542—543 годах — Неаполь пришёл в такое запустение, что византийцам пришлось снова заселять город, отправив туда часть жителей Кум, Поццуоли, Сорренто и Нолы. Тогда же в Неаполе появилась большая община византийских греков, члены которой сохраняли не только свои бытовые обычаи, но и особенности вероисповедания. Так как в средневековых источниках не упоминается о каких-либо государственных чиновниках, управлявших Неаполем в то время, предполагается, что эти полномочия находились в руках епископа, действовавшего в согласии со всё ещё существовавшим городским советом. Известно, что в середине VI века церковная юрисдикция епископа Неаполя распространялась на бо́льшую часть Южной Италии. Среди городов, в той или иной степени подчинявшихся главе Неаполитанской епархии, были Салерно, Беневенто, Бари, Бриндизи, Таранто, Кротоне и Реджио, духовенство которых сильно пострадало от войн между византийцами и остготами. Однако с началом завоевания лангобардами Апеннинского полуострова в 568 году возможность епископов Неаполя окормлять жителей этих городов значительно уменьшилась.
Согласно «Деяниям неаполитанских епископов», Викентий возглавлял Неаполитанскую епархию двадцать три года. Дата его смерти точно не известна, но это должно было произойти не позднее 578 года. Такой вывод делается на основании упоминания Викентия как современника византийского императора Юстина II, и отсутствии свидетельств о том, что епископ был ещё жив при императоре Тиберии II. Преемником Викентия в Неаполитанской епархии стал святой Редукс, интронизация которого состоялась 5 марта 579 года.